# Verdrag van Den Haag (1720)
Het Verdrag van Den Haag is een op 17 februari 1720 ondertekend verdrag dat een einde maakte aan de Oorlog van het Viervoudig Verbond, een conflict tussen Filips V van Spanje en een alliantie van Engeland, Frankrijk, Oostenrijk en de Republiek der Zeven Verenigde Provinciën. Filips was als koning van Spanje bevestigd door het Verdrag van Utrecht van 1713 bij het einde van de Spaanse Successieoorlog. Spanje verloor echter wel zijn bezittingen in Italië en in de Zuidelijke Nederlanden. Filips wilde nadien zijn vroegere Italiaanse bezittingen terug en viel in 1718 Sicilië binnen. Sicilië was echter afgestaan aan het hertogdom Savoye. In antwoord hierop werd het Viervoudig Verbond gevormd, dat Spanje versloeg.
In het Verdrag van Den Haag ging Filips ermee akkoord zijn Italiaanse aanspraken te laten vallen en kreeg hij de verzekering van Oostenrijk dat het hertogdom Parma zou toekomen aan zijn zoon, Karel, na het uitsterven van de lijn Farnese. Dit gebeurde in 1731, maar Filips verbrak het verdrag tijdens de Poolse Successieoorlog, toen zijn troepen Sicilië binnenvielen.
In een andere bepaling van het Verdrag van Den Haag kwam hertog Victor Amadeus II van Savoye overeen Sicilië te ruilen met Oostenrijk, voor het eiland Sardinië, waarna hij bekend werd als koning van Sardinië.